# Hemixesma illepidata
Hemixesma illepidata är en fjärilsart som beskrevs av Walker 1862. Hemixesma illepidata ingår i släktet Hemixesma och familjen mätare. Inga underarter finns listade i Catalogue of Life.